# لعب تعاوني

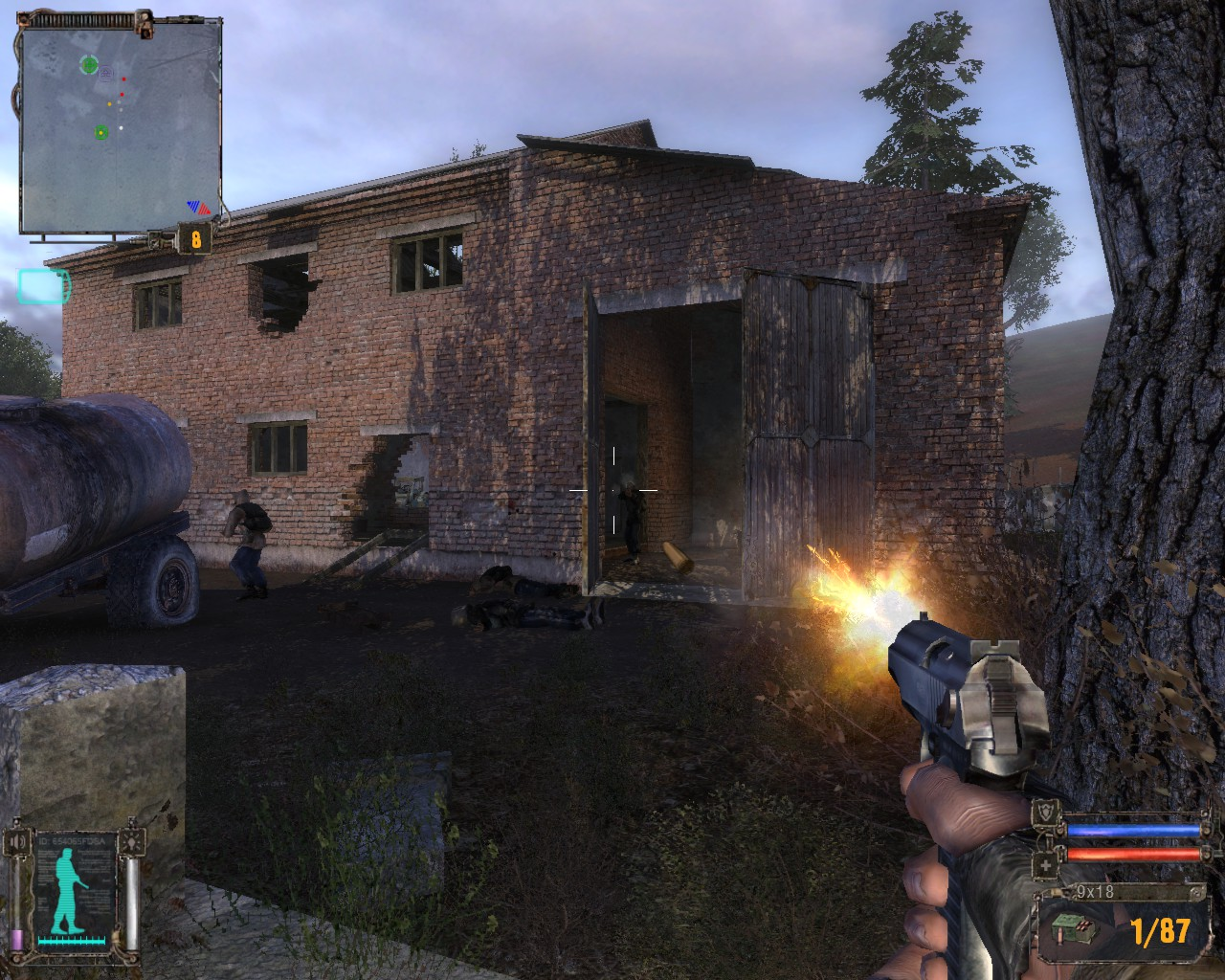
لعب تعاوني على الشبكة في لعبة Stalkershot 2

اللعب التعاوني (بالإنجليزية: Cooperative gameplay)‏ و يعرف اختصارًا بـ co-op .
هي ميزة في ألعاب الفيديو تسمح للاعبين بالعمل معا كزملاء في الفريق. إنها تختلف عن غيرها من أنماط اللعب المتعدد مثل لاعب مقابل لاعب أو لاعب ضد الجميع . اللعب في وقت واحد يسمح للاعبين بمساعدة بعضهم البعض في نواح عديدة : تمرير الأسلحة أو المواد، وتضميد الجراح، وتوفير غطاء ناري في تبادل لإطلاق النار والقيام بمناورات تعاونية مثل تعزيز زميله في الفريق خلال العقبات. 

يمكن اللعب بشكل تعاوني إما محليا—حيث يتشارك اللاعبون أجهزة الإدخال باستخدام وحدات تحكم متعددة متصلة بنظام ألعاب واحد—أو عبر شبكة اتصال، حيث ينضم اللاعبون إلى لعبة حالية تعمل على خادم ألعاب من خلال شبكات محلية أو شبكات عريضة .

## أمثلة لألعاب تحوي هذه الميزة
- لفت 4 ديد
- ريزدنت إيفل 5
- بورتال 2